# Општина Огрезени (Ђурђу)
Огрезени (рум. Ogrezeni) општина је у Румунији у округу Ђурђу.
Oпштина се налази на надморској висини од 98 m.